# 中根幹夫
中根 幹夫（なかね みきお、1942年9月14日 - ）は、日本のアナウンサー。

## 経歴
東京都大田区出身。1965年に日本大学卒業後、山形放送へ入社した。1967年11月に日本短波放送（現在の日経ラジオ社、愛称はラジオNIKKEI）へ入社した。白川次郎は大学の3年後輩にあたる。1968年に長岡一也と入れ替わりで大阪支社へ異動したが、1974年3月をもって同じく白川と入れ替わりに東京本社へ復帰した。アナウンサーとして主に中央競馬実況中継を担当し、シンボリルドルフの有馬記念やタマモクロスの天皇賞（秋）など数々のGIレースを実況した。競馬マスコミに携わる傍らで、プロ野球・サッカー・モータースポーツ・競艇などの実況を担当した。1989年夏で競馬実況から退いた後は、経済・教育番組のキャスター・オリンピック取材・スポーツ・社会情報・音楽番組プロデューサーも務めた。退社後には「赤坂アナウンス塾」や「お台場ボイストレーニング倶楽部」を立ち上げ、ボランティア講師を務め、多くのアナウンサー・キャスター・レポーターを育成した。現在は「エポック ボイストレーニング教室」代表でもあり、神奈川保険センター・カルチャー・生涯教育センターの講師を務める。

## 出演していた番組
- 中央競馬実況中継[2]

## 主な実況歴
GIレース（判明分）
- 皐月賞（1977年、1980年、1983年 - 1987年）
- 天皇賞 (春)（1972年）
- 安田記念（1985年、1987年）
- 優駿牝馬（1975年、1978年、1979年、1981年、1982年）[4]
- 日本ダービー（1988年、1989年）
- 天皇賞 (秋)（1988年）
- ジャパンカップ（1983年、1987年、1988年）
- 朝日杯3歳ステークス（1988年）
- 有馬記念（1981年、1984年 - 1987年）

その他
- 東京新聞杯（1986年）
- 東京4歳ステークス→共同通信杯4歳ステークス（1975年、1986年、1989年）
- ダイヤモンドステークス（1987年）
- 弥生賞（1988年、1989年）
- スプリングステークス（1986年）
- 日経賞（1986年）
- 4歳牝馬特別 (東)（1976年）
- 新潟大賞典（1986年）
- エプソムカップ（1986年）
- 七夕賞（1984年、1986年）
- 関屋記念（1986年、1988年）
- 函館記念（1987年）
- 札幌記念（1985年）
- 新潟3歳ステークス（1981年、1985年）
- 札幌3歳ステークス（1984年）
- 新潟記念（1984年、1987年）
- 京王杯オータムハンデキャップ（1981年）
- オールカマー（1986年）
- ハリウッドターフクラブ賞（1973年）
- テレビ東京賞3歳牝馬ステークス（1984年、1985年）